# Governo Orpo
Il Governo Orpo è il 77º ed attuale governo della Finlandia, insediatosi il 20 giugno 2023, in seguito alle elezioni parlamentari dello stesso anno.
È costituito e sostenuto da una coalizione di centro-destra guidata dal Partito di Coalizione Nazionale, essendo questa risultata vincitrice sullo schieramento di centro-sinistra per pochi punti percentuali.

## Storia

### Formazione
In seguito alla vittoria elettorale dello stesso anno, il Partito di Coalizione Nazionale (KOK), guidato da Petteri Orpo si è presto mosso per avviare i negoziati di coalizione con le altre forze di centro-destra al fine di formare un nuovo governo. Iniziati dunque i colloqui il 2 maggio, essi si sono protratti a lungo, oltre un mese e mezzo, per via delle intense negoziazioni e dei difficili compromessi attuati. 
Alla fine, tuttavia, il 15 giugno è stato raggiunto un accordo definitivo, permettendo così al Governo di poter entrare in carica.

## Compagine di governo

### Appartenenza politica
L'appartenenza politica dei membri del Governo alla sua formazione era la seguente:
| Partito | Partito                                         | Presidente | Ministri | Totale |
| ------- | ----------------------------------------------- | ---------- | -------- | ------ |
|         | Partito di Coalizione Nazionale (KOK)           | 1          | 7        | 8      |
|         | Veri Finlandesi (PS)                            | —          | 7        | 7      |
|         | Partito Popolare Svedese di Finlandia (SFP/RKP) | —          | 3        | 3      |
|         | Democratici Cristiani Finlandesi (KD)           | —          | 1        | 1      |
| Totale  | Totale                                          | 1          | 18       | 19     |

L'appartenenza politica attuale dei membri del Governo è la seguente:
| Partito | Partito                                         | Presidente | Ministri | Totale |
| ------- | ----------------------------------------------- | ---------- | -------- | ------ |
|         | Partito di Coalizione Nazionale (KOK)           | 1          | 7        | 8      |
|         | Veri Finlandesi (PS)                            | —          | 7        | 7      |
|         | Democratici Cristiani Finlandesi (KD)           | —          | 2        | 2      |
|         | Partito Popolare Svedese di Finlandia (SFP/RKP) | —          | 2        | 2      |
| Totale  | Totale                                          | 1          | 18       | 19     |

### Situazione parlamentare
| Camera    | Collocazione | Partiti                                            | Seggi     |
| --------- | ------------ | -------------------------------------------------- | --------- |
| Eduskunta | Maggioranza  | KOK (48), PS (46), SFP/RKP (10), KD (5)            | 109 / 200 |
| Eduskunta | Opposizione  | SDP (43), KESK (23), VIHR (13), VAS (11), LIIK (1) | 91 / 200  |

## Composizione
Partito di Coalizione Nazionale (KOK)
     Veri Finlandesi (PS)
     Partito Popolare Svedese di Finlandia (SFP/RKP)
     Democratici Cristiani Finlandesi (KD)
| Ufficio del Ministro capo                     | Ufficio del Ministro capo                          | Ufficio del Ministro capo | Ufficio del Ministro capo                    | Ufficio del Ministro capo |
| Carica                                        | Titolare                                           | Titolare                  | Titolare                                     | Partito                   |
| --------------------------------------------- | -------------------------------------------------- | ------------------------- | -------------------------------------------- | ------------------------- |
| Ministro capo                                 |                                                    |                           | Petteri Orpo                                 | KOK                       |
| Vice Ministro capo                            |                                                    |                           | Riikka Purra                                 | PS                        |
| Ministeri                                     |                                                    |                           |                                              |                           |
| Ministri                                      | Ministri                                           | Ministri                  | Ministri                                     | Partito                   |
| Finanze                                       |                                                    |                           | Riikka Purra                                 | PS                        |
| Affari esteri                                 |                                                    |                           | Elina Valtonen                               | KOK                       |
| Interno                                       |                                                    |                           | Mari Rantanen                                | PS                        |
| Cooperazione allo sviluppo e Commercio estero |                                                    |                           | Ville Tavio                                  | PS                        |
| Giustizia                                     |                                                    |                           | Leena Meri                                   | PS                        |
| Impiego                                       |                                                    |                           | Arto Satonen (fino al 6 maggio 2025)         | KOK                       |
| Impiego                                       |                                                    |                           | Matias Marttinen (dal 6 maggio 2025)         | KOK                       |
| Difesa                                        |                                                    |                           | Antti Häkkänen                               | KOK                       |
| Governo locale                                |                                                    |                           | Anna-Kaisa Ikonen                            | KOK                       |
| Trasporti e Comunicazioni                     |                                                    |                           | Lulu Ranne                                   | PS                        |
| Istruzione                                    |                                                    |                           | Anna-Maja Henriksson (fino al 5 luglio 2024) | SFP/RKP                   |
| Istruzione                                    | Anders Adlercreutz (dal 5 luglio 2024)             |                           |                                              | SFP/RKP                   |
| Scienza e Cultura                             |                                                    |                           | Sari Multala (fino al 24 gennaio 2025)       | KOK                       |
| Scienza e Cultura                             |                                                    |                           | Mari-Leena Talvitie (dal 24 gennaio 2025)    | KOK                       |
| Affari europei e Gestione della proprietà     |                                                    |                           | Anders Adlercreutz (fino al 5 luglio 2024)   | SFP/RKP                   |
| Affari europei e Gestione della proprietà     | Joakim Strand (dal 5 luglio 2024)                  |                           |                                              | SFP/RKP                   |
| Ambiente e Cambiamento climatico              |                                                    |                           | Kai Mykkänen (fino al 24 gennaio 2025)       | KOK                       |
| Ambiente e Cambiamento climatico              |                                                    |                           | Sari Multala (dal 24 gennaio 2025)           | KOK                       |
| Agricoltura e Foreste                         |                                                    |                           | Sari Essayah                                 | KD                        |
| Affari economici                              |                                                    |                           | Vilhelm Junnila (fino al 6 luglio 2023)      | PS                        |
| Affari economici                              | Wille Rydman (dal 6 luglio 2023 al 13 giugno 2025) |                           |                                              | PS                        |
| Affari economici                              | Sakari Puisto (dal 13 giugno 2025)                 |                           |                                              | PS                        |
| Affari sociali e Salute                       |                                                    |                           | Kaisa Juuso                                  | PS                        |
| Previdenza Sociale                            |                                                    |                           | Sanni Grahn-Laasonen                         | KOK                       |
| Gioventù, Sport ed Attività Fisica            |                                                    |                           | Sandra Bergqvist (fino al 13 giugno 2025)    | SFP/RKP                   |
| Gioventù, Sport ed Attività Fisica            |                                                    |                           | Mika Poutala (dal 13 giugno 2025)            | KD                        |

### Esplicative
1. 1 2  Uno dei quale è anche Vice primo ministro.

### Bibliografiche
1. ↑   Petteri Orpo è il nuovo premier conservatore della Finlandia (F4V), Il Sole 24 Ore, 20 giugno 2023.
2. ↑   Dai frugali all'estrema destra. La strana coalizione di governo in Finlandia, AGI, 16 giugno 2023.
3. ↑   Finlandia: vincono i Conservatori di Petteri Orpo, Sanna Marin riconosce la sconfitta, Rai News, 2 aprile 2023.
4. ↑  (EN) Nicolas Camut, Finnish far right in talks to join coalition government [L'estrema destra finlandese in trattative per unirsi al governo di coalizione], Politico EU, 27 aprile 2023.
5. ↑  (EN) Pekka Vanttinen, Finnish government negotiations turn sour [I negoziati del governo finlandese diventano aspri], Euractiv, 9 maggio 2023.
6. ↑  (EN) Anne-Françoise Hivert, Finland's far right is about to enter the government on its own terms [L'estrema destra della Finlandia sta per entrare nel governo alle sue condizioni], Le Monde, 23 maggio 2023.
7. ↑  (EN) Government formation talks 2023 [Dialoghi di formazione del Governo - 2023], Valtioneuvsto Statsrådet (Finnish Government - Governo della Finlandia).
8. ↑   In Finlandia è stata annunciata una coalizione di governo che include anche i Finlandesi, partito di estrema destra, Il Post (Bits), 16 giugno 2023.
9. ↑  (FI, EN) Sito del Governo Finlandese, su valtioneuvosto.fi. URL consultato il 20 giugno 2023.
10. ↑  Egli ha gestito il portafoglio del Ministero degli affari economici per i primi due anni, venendo poi sostituito da Sakari Puisto per gli ultimi due ai sensi di un accordo interno di partito. (Fonte: (FI) Wille Rydmanista tulee elinkeinoministeri: ”En ollut varautunut tällaiseen, tunnelmat ovat kaksijakoiset” [Wille Rydman diventa ministro dell'Economia: "Non ero preparato a una cosa del genere, gli umori sono divisi"], yle, 5 luglio 2023.)